# TT276
TT276 (Theban Tomb 276) è la sigla che identifica una delle Tombe dei Nobili ubicate nell'area della cosiddetta Necropoli Tebana, sulla sponda occidentale del Nilo dinanzi alla città di Luxor, in Egitto. Destinata a sepolture di nobili e funzionari connessi alle case regnanti, specie del Nuovo Regno, l'area venne sfruttata, come necropoli, fin dall'Antico Regno e, successivamente, sino al periodo Saitico (con la XXVI dinastia) e Tolemaico.

## Titolare
TT276 era la tomba di:
| Titolare   | Titolo                                                                            | Necropoli    | Dinastia/Periodo               | Note |
| ---------- | --------------------------------------------------------------------------------- | ------------ | ------------------------------ | ---- |
| Amenemopet | Supervisore del tesoro in oro e argento; Giudice; Supervisore del gabinetto reale | Qurnet Murai | XVIII dinastia (Thutmosi IV ?) |      |

## Biografia
Nekhu e Ahhotep furono, rispettivamente il padre e la madre del titolare; Henutyunu fu, invece, sua moglie.

## La tomba
L'accesso a TT276 è possibile da un cortile; la tomba si sviluppa planimetricamente con la forma a "T" rovesciata tipica delle sepolture del periodo che prevede una sala trasversale cui ne segue una perpendicolare alla precedente. Uno stretto corridoio immette nella sala trasversale; sulle pareti: (1 in planimetria) in due scene, due donne dinanzi al defunto e alla madre (?); poco oltre (2) su due registri sovrapposti scene di offertorio dinanzi al defunto e alla moglie, due uomini seduti dinanzi a tavole imbandite di cibi e un prete che offre libagioni alla coppia. Su altra parete (3), alla sommità, resti di nubiani che recano tributi in ceste, anelli d'oro e rotoli di vestiario, e tre uomini che recano cassette e abiti distesi su vassoi; poco oltre (4) un prete con una lista di offerte dinanzi al defunto e alla moglie, con una scimmia che mangia frutta sotto una sedia e, su quattro registri, scene di banchetto con liutisti, arpisti e suonatrici di nacchere; cinque siriani (uno dei quali distrutto) con lingotti di metallo, portatori di offerte e un toro inghirlandato; un prete offre mazzi di fiori alla coppia sotto le cui sedie si nasconde un cane. Su altre pareti (5) sei giare di olio e scene di offertorio; seguono (6) scene di lavoratori di pelli, gioiellieri e vasai. Sul lato corto (7) resti di una stele con scene di purificazione e, poco oltre (8), su due registri scene di vendemmia e portatori di pesce; resti di scene di preparazione di uccellagione. Seguono (9) offerenti dinanzi al defunto e alla madre, sotto la cui sedia si nasconde una scimmia; una figlia (?) e un prete, con portatori di offerte, offrono libagioni al defunto e ai suoi genitori. Sul soffitto, scene di offertorio e testi.
Un corridoio immette nella sala perpendicolare alla precedente. Ancora leggibili, sulle pareti: (10) su quattro registri scene di processione funebre diretta verso la Dea dell'Occidente (Mertseger), compresa una barca che reca, a bordo, Anubi e la mummia, nonché suppellettili funerarie, danzatori e scene di bendaggio della mummia. Sulla parete opposta (11) il defunto a bordo di un carro (?) a caccia di gazzelle, orici e iene nel deserto; in una scena minore, lepri, gazzelle con cuccioli e iene all'abbeverata. In una nicchia di fondo (12) Osiride e, in due registri sovrapposti, il defunto in offertorio. Proveniente da questa tomba, ma non nota la posizione, il defunto purificato da Anubi e da Haroeris.

### Annotazioni
1. ↑  La numerazione dei locali e delle pareti segue quella di Porter e Moss 1927, p. 348.
2. ↑  La prima numerazione delle tombe, dalla numero 1 alla 252, risale al 1913 con l'edizione del "Topographical Catalogue of the Private Tombs of Thebes" di Alan Gardiner e Arthur Weigall. Le tombe erano numerate in ordine di scoperta e non geografico; ugualmente in ordine cronologico di scoperta sono le tombe dalla 253 in poi.
3. ↑  I campi della Duat, ovvero l'aldilà egizio, si trovavano, secondo le credenze, proprio sulla riva occidentale del grande fiume.
4. ↑  Nella sua epoca di utilizzo, l'area era nota come "Quella di fronte al suo Signore" (con riferimento alla riva orientale, dove si trovavano le strutture dei Palazzi di residenza dei re e i templi dei principali dei) o, più semplicemente, "Occidente di Tebe".
5. ↑  le Tombe dei Nobili, benché raggruppate in un'unica area, sono di fatto distribuite su più necropoli distinte.
6. ↑  Le note, sovente di inquadramento topografico della tomba, sono tratte dal "Topographical Catalogue" di Gardiner e Weigall, ed. 1913 e fanno perciò riferimento alla situazione dell'epoca.

### Fonti
1. ↑  Gardiner e Weigall 1913.
2. ↑  Donadoni 1999,  p. 115.
3. ↑  Porter e Moss 1927, p. 352.
4. ↑  Porter e Moss 1927,  p. 352.
5. ↑  Porter e Moss 1927,  pp. 352-353.